# Canton de Guîtres
Le canton de Guîtres est une ancienne division administrative française, située dans le département de la Gironde et la région Aquitaine.

## Géographie
Ce canton était organisé autour de Guîtres, dans l'arrondissement de Libourne. Son altitude variait de 1 m (Bonzac) à 103 m (Lapouyade), pour une altitude moyenne de 50 m.

## Composition
Le canton de Guîtres regroupait treize communes et comptait 16 239 habitants (population municipale) au 1er janvier 2010.
| Nom                  | Code Insee | Intercommunalité | Superficie (km2) | Population (dernière pop. légale) | Densité (hab./km2) |
| -------------------- | ---------- | ---------------- | ---------------- | --------------------------------- | ------------------ |
| Bayas                | 33034      | CA du Libournais | 10,82            | 440 (2014)                        | 41                 |
| Bonzac               | 33062      | CA du Libournais | 7,49             | 755 (2014)                        | 101                |
| Guîtres              | 33198      | CA du Libournais | 5,02             | 1 636 (2014)                      | 326                |
| Lagorce              | 33218      | CA du Libournais | 28,47            | 1 693 (2014)                      | 59                 |
| Lapouyade            | 33230      | CA du Libournais | 25,80            | 495 (2014)                        | 19                 |
| Maransin             | 33264      | CA du Libournais | 29,94            | 1 031 (2014)                      | 34                 |
| Sablons              | 33362      | CA du Libournais | 11,84            | 1 332 (2014)                      | 113                |
| Saint-Ciers-d'Abzac  | 33387      | CA du Libournais | 11,71            | 1 374 (2014)                      | 117                |
| Saint-Denis-de-Pile  | 33393      | CA du Libournais | 28,27            | 5 277 (2014)                      | 187                |
| Saint-Martin-de-Laye | 33442      | CA du Libournais | 9,56             | 541 (2014)                        | 57                 |
| Saint-Martin-du-Bois | 33445      | CA du Libournais | 9,80             | 850 (2014)                        | 87                 |
| Savignac-de-l'Isle   | 33509      | CA du Libournais | 4,47             | 503 (2014)                        | 113                |
| Tizac-de-Lapouyade   | 33532      | CA du Libournais | 9,40             | 503 (2014)                        | 54                 |

## Démographie
| 1962  | 1968  | 1975  | 1982   | 1990   | 1999   | 2006   | 2011   | 2012   |
| ----- | ----- | ----- | ------ | ------ | ------ | ------ | ------ | ------ |
| 9 144 | 9 018 | 9 547 | 10 876 | 12 809 | 13 345 | 14 998 | 16 295 | 16 352 |

## Représentation

### Conseillers généraux de 1833 à 2015
| Période | Période          | Identité                               | Étiquette        | Qualité |
| ------- | ---------------- | -------------------------------------- | ---------------- | --- |
| 1833    | 1848             | Élie Decazes                           | Royaliste modéré | Ancien Président du Conseil des Ministres (1819-1820) Ancien Ministre (1815-1820) Pair de France, Grand référendaire Propriétaire à Bonzac          |
| 1848    | 1852             | Jules Auguste Hovyn de Tranchère       | Droite           | Propriétaire, Maire de Guîtres (1848-1852) Représentant du peuple (1848-1851)                                                                       |
| 1852    | 1864             | Jean Gabriel Émile Morange (1802-1883) |                  | Avocat, maire de Libourne, ancien conseiller d'arrondissement, ancien conseiller général du canton de Libourne                                      |
| 1864    | 1877             | Louis Decazes (fils d'Élie Decazes)    | Droite royaliste | Ministre des Affaires étrangères (1873-1877) Député de la Gironde (1871-1876) Député de la Seine (1876-1877) Député des Alpes-Maritimes (1877-1878) |
| 1877    | 1878 (démission) | Louis Antoine Obissier-Saint-Martin    | Républicain      | Secrétaire général de la Préfecture puis préfet de la Vienne Avocat à Libourne, sénateur de la Gironde (1897-1911)                                  |
| 1878    | 1888 (décès)     | Edmond Lapeyre                         |                  | Propriétaire à Bordeaux |
| 1888    | 1889             | Jean Defargues                         | Bonapartiste     | Propriétaire à Saint-Martin-de-Laye |
| 1889    | 1901             | Étienne Barbe                          | Républicain      | Propriétaire, maire de Saint-Denis-de-Pile, conseiller d'arrondissement                                                                             |
| 1901    | 1907             | Bertrand Goujon                        | Républicain      | Propriétaire à Maransin, conseiller d'arrondissement                                                                                                |
| 1907    | 1919             | Jean-Jacques Gueydon                   | Rad.             | Maire de Lagorce |
| 1919    | 1937             | Marcel Musset                          | AD               | Propriétaire-viticulteur Maire, puis conseiller municipal de Saint-Martin-du-Bois (1912-1919)                                                       |
| 1937    | 1940             | Fernand Sansuc (1881-1956)             | Rad.ind.         | Médecin Maire de Saint-Denis-de-Pile, conseiller d'arrondissement Nommé conseiller départemental en 1943                                            |
|         |                  |                                        |                  | |
| 1945    | 1955             | Fernand Sansuc                         | Rad.             | Maire de Saint-Denis-de-Pile |
| 1955    | 1973             | Marc Duhard                            | Rad.             | Maire de Sablons |
| 1973    | 1979             | Gérard Bertet                          | UDF              | Viticulteur - Maire de Maransin |
| 1979    | 1998             | Jean-Claude Bireau                     | RPR              | Kinésithérapeute Député de 1993 à 1997 Maire de Sablons puis conseiller municipal de Libourne                                                       |
| 1998    | 2015             | Alain Marois                           | PS               | Enseignant Maire de Saint-Denis-de-Pile (1989-2015) Vice-président du Conseil général                                                               |

### Conseillers d'arrondissement (de 1833 à 1940)
| Période                                  | Période      | Identité                                             | Étiquette           | Qualité |
| ---------------------------------------- | ------------ | ---------------------------------------------------- | ------------------- | --- |
| 1833                                     | 1836         | Jean Gabriel Émile Morange (1802-1883)               |                     | Avocat à Libourne                                                                                           |
| 1836                                     | 1842         | Guillaume Belliquet (1767-1860)                      |                     | Propriétaire à Libourne                                                                                     |
| 1842                                     | 1848         | Jean Raimond Emmanuel Alphonse Dufoussat (1812-1881) |                     | Avocat à Libourne                                                                                           |
|                                          |              |                                                      |                     | |
| 1874                                     | 1884 (décès) | M. Vacher                                            | Droite              | Notaire, suppléant du juge de paix à Guîtres                                                                |
|                                          |              |                                                      |                     | |
|                                          | 1889         | Étienne Barbe                                        | Républicain         | Propriétaire, maire de Saint-Denis-de-Pile                                                                  |
|                                          |              |                                                      |                     | |
| 1892                                     | 1901         | Bertrand Goujon                                      |                     | Propriétaire à Maransin                                                                                     |
|                                          |              |                                                      |                     | |
| 1904                                     |              | Charles Duvedeix                                     | Républicain puis RG | Propriétaire à Sablons                                                                                      |
|                                          |              |                                                      |                     | |
| 1934                                     | 1937         | Fernand Sansuc                                       | Radical             | Médecin à Saint-Denis-de-Pile                                                                               |
| 1937                                     | 1940         | Jean-Pierre Clémenceau                               | RG                  | Médecin à Maransin                                                                                          |
| 1940                                     |              |                                                      |                     | Les conseils d'arrondissement ont été suspendus par la loi du 12 octobre 1940 et n'ont jamais été réactivés |
| Les données manquantes sont à compléter. |              |                                                      |                     | |